# Nádor utca (Budapešť)
Nádor utca je ulice v hlavním městě Maďarska, Budapešti. Leží v samotném středu města, v pátém obvodě. Vede severo-jižním směrem od ulice Józsefa Atilly až přibližně k budově maďarského parlamentu.

## Název
Název ulice doslova znamená Palatýnská ulice, odkazuje na maďarského palatina.

## Historie
Ulice se objevuje na historických mapách Budapešti z roku 1854. Tehdy spojovala tzv. Novou budovu (Újépület) kasáren se středem města. Svůj tehdejší název si zachovala dodnes, ačkoliv v období existence komunistického režimu nesla název podle Ference Münnicha, komunistického politika. Vrácen ji byl v roce 1990.

## Doprava
Jedná se o relativně klidnou městskou ulici.

## Významné objekty
- Velvyslanectví Kosova
- Administrativní budova Nádor utca 21[1]

- Tózsdepalota
- Nádor irodaház
- Středoevropská univerzita
- Festetics palota
- MTA Titkársága